# Primavera de Bourges
La Primavera de Bourges (en francés: Printemps de Bourges) es un festival de música que se celebra cada mes de abril desde 1977 en Bourges (Cher). Se trata de uno de los festivales más antiguos de Francia.

## Historia
La iniciativa es obra de tres personas del medio del espectáculo: el director de la Maison de la Culture, Jean Christophe Dechico, Alain Meilland, cantante y comediante, y Daniel Colling, un agente. Este festival quiso primero establecerse en Berruyers, que solamente con los años lo lamentará al ver el interés y la animación que suscita. Así cada primavera, millares de espectadores llegan a las salas y bajo las carpas berruyers. 80 espectáculos, 200 artistas en una docena de lugares en una semana de los géneros musicales más diversos. Le Printemps se enorgullece de poseer también un festival off, un verdadero festival bis que cada año reúne a centenares de artistas de la calle. Bourges, es también un trampolín para los artistas jóvenes, y un conjunto de actividades culturales de gran importancia: cine, literatura, encuentros de todo tipo.

## Cartel
| Año  | Fechas                    | Artistas participantes |
| 1977 | 6 al 10 de abril          | Au Bonheur des Dames, Bernard Lavilliers, Catherine Ribeiro, Charles Trenet, Colette Magny, Dick Annegarn, Font et Val, François Béranger, Imbert et Moreau, Jacques Bertin, Jacques Higelin, Joan-Pau Verdier, Julos Beaucarne, Leni Escudero, Les Frères Jacques, Mama Béa, Michel Bühler, Michèle Bernard, Serge Reggiani, Yvan Dautin, Alain Bert |
| 1978 | 12 al 16 de abril         | Alan Stivell, Anne Sylvestre, Areski et Brigitte Fontaine, Bernard Lubat, Claude Nougaro, Gabriel Yacoub, Georges Moustaki, Gilbert Laffaille, Graeme Allwright, Jean-Roger Caussimon, Lluís Llach, Louise Forestier, Maria del Mar Bonet, Michèle Bernard, Mireille, Mona Lisa, Pia Colombo, Renaud, Roger Siffer, Daniel Viglietti, Steve Waring. |
| 1979 | 12 al 18 de abril         | Alain Souchon, Anna Prucnal, Castelhemis, Charlélie Couture, Dan Ar Braz, David McNeil, Ganafoul, Guy Béart, Gwendal, Hubert-Félix Thiéfaine, Imago, Isabelle Mayereau, Les Etoiles, Magma, Malicorne, Paco Ibáñez, Plume Latraverse, Renaud, Téléphone, Urban Sax, Jacques Higelin, Alain Bert. |
| 1980 | 5 al 13 de abril          | Alain Bashung, Angé, Angélique Ionatos, Bijou, Etron Fou, Francis Lemarque, Graeme Allwright, Guy Bedos, Idir, Jacques Villeret, Jacques Higelin, Luther Allison, Marquis de Sade, Maxime Le Forestier, Mouloudji, Nino Ferrer, Odeurs, Starshooter, Tri Yann, Trust, Valérie Lagrange. Strychnine, 12°5 |
| 1981 | 4 al 12 de abril          | Bernard Lavilliers, Bill Deraime, Edith Butler, Edith Nylon, Georges Moustaki, Gilles Langoureau, Golden Gate Quartet, Hubert-Félix Thiéfaine, Jean Guidoni, Jean-Jacques Milteau, Jean-Patrick Capdevielle, Jo Lemaire, Julien Clerc, Jungle à Ferraille, Michel Boujenah, Murray Head, Pierre Rapsat, Richard Séguin, Robert Charlebois, Rufus... |
| 1982 | C3 al 12 de abril         | Alex Métayer, Brenda Wooton, Charlélie Couture, Daniel Lavoie, Fabienne Thibeault, Francis Cabrel, Jacques Weber, John Williams, Julos Beaucarne, Kas Product, Léo Ferré, Les Dogs, Little Bob Story, Michel Jonasz, Nass El Ghiwane, Nilda Fernández, The Cure, The Opposition, Tom Novembre, Yves Duteil, Yves Montand. |
| 1983 | 2 al 10 de abril          | Angé, Baden Powell, Bernard Lavilliers, Catherine Lara, Dexys Midnight Runners, Félix Leclerc, Gérard Blanchard, Graeme Allwright, Gun Club, Indochine, Julien Clerc, Kevin Coyne, Lili Drop, Malavoi, Maxime Le Forestier, Miles Davis, Sapho, Touré Kunda, U2, Vincent Absil. |
| 1984 | 31 de marzo al 8 de abril | Carte de Séjour, Claude Nougaro, Daniel Balavoine, Didier Lockwood, Echo and the Bunnymen, Simple Minds, Eddy Louiss, Francis Cabrel, Guy Bedos, Jacques Higelin, Linton Kwesi Johnson, Paul Personne, Pierre Desproges, Raoul Petite, Renaud, Stephan Eicher, T.C Matic, The Nits, Valérie Lagrange, William Burroughs, William Sheller, Zéro de Conduite, The Stunners.                                                                                        |
| 1985 | 30 de marzo al 8 de abril | Alain Bashung, Angelo Branduardi, Charlélie Couture, Dead Can Dance, Diane Dufresne, Étienne Daho, Green On Red, Jango Edwards, Jean-Luc Bideau, Joào Bosco, Joe "King" Carrasco, Juliette Gréco, L'Affaire Louis' Trio, Léo Ferré, Paolo Conte, Patrick Dupond, Scharif Alaoui, Sharon Evans, Cocteau Twins, Alain Bert, Gérard Yon |
| 1986 | 28 de marzo al 6 de abril | Barbara, Bill Hurley, Carmel, Claude Nougaro, Fine Young Cannibals, Gérard Depardieu, Hot Pants, I Muvrini, Indochine, Jad Wio, Juliette, Level 42, Madness, Niagara, Orchestre national de jazz, Ray Lema, Serge Gainsbourg, Talk Talk, The Cramps, The Woodentops, Touré Kunda, Véronique Sanson, Youssou N'Dour, Renaud. |
| 1987 | 17 al 26 de abril         | Alpha Blondy, Archie Shepp, Bérurier Noir et Les endimanchés, Charles Trenet, Chet Baker, Emmylou Harris, Erasure, Fawzi Al-Aiedy, Jane Birkin, Jerry Lee Lewis, John Mac Laughlin, Johnny Clegg et Savuka, Kassav', Kent, Murray Head, Paolo Conte, Pierre Desproges, Ray Charles, Rita Mitsouko, The Communards, The Pogues, The Young Gods, William Sheller, The Wild Ones.                                                                                   |
| 1988 | 1 al 10 de abril          | Arno, Barry White, Boy George, Charles Aznavour, Deacon Blue, Def Leppard, Elli Medeiros, Frank Zappa, Jean-Louis Aubert, Jimmy Cliff, Johnny Clegg et Savuka, La Mano Negra (remplacé par Les casses pieds), Les Garçons Bouchers, Les Thugs, Les Wampas, Lloyd Cole, Michel Petrucciani, Midnight Oil, Noir Désir, Pigalle, Serge Gainsbourg, Sixun, Stephan Eicher, The Christians, Wet Wet Wet, The Wild Ones. Marillion, Mama's Boys, MSG, Little Bob Story |
| 1989 | 1 al 9 de abril           | Arthur H, Bratsch, Claude Nougaro, Dee Nasty, Docteur John, Elmer Food Beat, Front 242, Kat Onoma, Khaled, Kool & The Gang, La Mano Negra, Les Négresses Vertes, Les V.R.P, Nick Cave And The Bad Seeds, Nina Simone, Papa Wemba, Road Runners, Smith & Mighty, Stevie Wonder, Têtes Raides, The Inmates, Willy DeVille, Womack & Womack. |
| 1990 | 11 al 16 de abril         | Albert Collins, Cowboy Junkies, Daniel Lanois, Gipsy Kings, Le Cri De La Mouche, Les Sheriff, Midnight Oil, Muriel Robin, Noir Désir, Norma Loy, Patricia Kaas, Pierre Palmade, Public Enemy, Ray Lema, Tanita Tikaram, Tears For Fears, Urban Dance Squad, Wasaburo Fukuda, Youssou N'Dour, Zebda. |
| 1991 | 30 de abril al 5 de mayo  | Arthur H, Bel Canto, Carla Bley, Eddy Mitchell, Elliott Murphy, Geoffrey Oryema, Guesch Patti, House Of Love, IAM, Jimmy Somerville, Juliette Gréco, Les Naufragés, Les Négresses Vertes, Lili Boniche, Manu Dibango, Marcel et son orchestre, New Model Army, Patrick Bruel, Suprême NTM, Treponem Pal, UB40, Wim Mertens, Zap Mama, Zebda. |
| 1992 | 28 de abril al 3 de mayo  | Charlélie Couture, Garland Jeffreys, Henri Salvador, Jacques Higelin, Jah Wobble's Invaders Of The Heart, Joe Cocker, Juliette Gréco, Kat Onoma, Madredeus, Mecano, My Bloody Valentine, Silencers, Steel Pulse, Stephan Eicher, Taraf de Haïdouks, The Beautiful South, The Pogues, The Ramones, Yma Sumac, Zebda |
| 1993 | 20 al 25 de abril         | Au P'tit Bonheur, Baaba Maal, Blankass, Burning Heads, Calvin Russel, Cesária Évora, Fabulous Trobadors, Iron Maiden, Jacques Dutronc, Jean-Louis Aubert, Keziah Jones, Khaled, La Souris Déglinguée, Les Innocents, Massilia Sound System, Michel Jonasz, Sade, Sawt El Atlas, Suzanne Vega, The Kinks, Tom Novembre, Vanessa Paradis, Vaya con dios, Willy DeVille.                                                                                            |
| 1994 | 19 al 24 de abril         | Alain Chamfort, Arno, Boo Radleys, Grant Lee Buffalo, IAM, Iggy Pop, Jean-Louis Murat, Jeff Buckley, Laurent Garnier, Les Thugs, Louis Chédid, Lucky Peterson, Maceo Parker, Mano Solo, Morphine, No One Is Innocent, Rachid Taha, Rita Mitsouko, Texas, The Breeders, Cocteau Twins, Thomas Fersen, Tonton David, US3. |
| 1995 | 26 de abril al 1 de mayo  | Alain Souchon, Ben Harper, De Palmas, Deus, Enzo Enzo, Frank Black, Gun, Jad Wio, John Mayall, Les Négresses Vertes, Lofofora, Machine Head, MC Solaar, Megadeth, PJ Harvey, Simple Minds, Skatalites, Suicidal Tendencies, Supreme N.T.M, Therapy?, Tricky, Youssou N'Dour. |
| 1996 | 16 al 21 de abril         | Assassin, Big Soul, Brigitte Fontaine, Ceux qui marchent debout, Cypress Hill, DJ Gilb R, Elliott Murphy, Everything But The Girl, Fleshtones, Joan Baez, Lou Reed, Menelik, Miossec, Orchestre National de Barbès, St Germain, Silmarils, Sonic Youth, Sting, Tindersticks, Trans Global Underground, Zachary Richard, Zazie, Treize. |
| 1997 | 15 al 20 de abril         | ACWL, Asian Dub Foundation, Autour de Lucie, Cut Killer & Hasheem, DJ Cam, Eels, FFF, Jane Birkin, Johnny Cash, Khaled, Les Innocents, Machine Head, Marianne Faithfull, Mass Hysteria, Neg' Marrons, Noir Désir, Paris Combo, Placebo, Stomy Bugsy, Suede, Supergrass, The Little Rabbits, The Wailers, Toots & The Maytals, Trust, Warren G., Yuri Buenaventura.                                                                                               |
| 1998 | 15 al 19 de abril         | Angra, Compay Segundo, Dolly, Dream Theater, Eagle-Eye Cherry, Faudel, Fonky Family, Goran Bregović, Green Velvet, Greg Brown, IAM, Jamel, Jay Jay Johnson, Joe Jackson, Lee Perry, Linton Kwesi Johnson, Louise Attaque, M, MC Solaar, Pierpoljak, Steel Pulse, The Cramps, Vanden Plas. |
| 1999 | 13 al 18 de abril         | Asian Dub Foundation, Atari Teenage Riot, Calexico, Cassius, Clotaire K, Deus, Dominique A, Ekova, Elliott Smith, Femi Kuti, Freestylers, Jon Spencer Blues Explosion, Les Ogres de Barback, Les Rythmes Digitales, Les Wriggles, Matmatah, Natacha Atlas, Orbital, Rachid Taha, Rhinôcérôse, Silverchair, Sinsemilia, Soulfly, The Divine Comedy, Tryo, Urban Dance Squad, Yann Tiersen, Zebda.                                                                 |
| 2000 | 19 al 24 de abril         | 113, Cheb Mami, Cypress Hill, Day One, Dionysos, Gomez, Howie B, Idir, Jamel, Jazzanova, K2R Riddim, Katerine, L7, La Brigade, La Ruda Salska, Llorca, Lou Reed, Louise Attaque, Mad Professor, Marcel et son orchestre, Michel Houellebecq, Miss Kittin, Saïan Supa Crew, Sergent Garcia, The Hacker. |
| 2001 | 17 al 22 de abril         | 100% Collègues, Add N to X, Bebel Gilberto, Bertrand Burgalat, Boblog III, Disiz la peste, Fear Factory, Fun Lovin' Criminals, Goldfrapp, Henri Salvador, Isolée, IV My People, Keren Ann, Le Son Du Peuple, Muse, Placebo, Pôle (banda), Sigur Rós, Sawlt El Atlas, The Divine Comedy, Tom Tom Club, Tortoise. |
| 2002 |                           | The Cranberries, Tarmac, Miossec, Sinclair, Luke, Pleymo, Bénabar, Mass Hysteria, Susheela Raman, Christophe, Steel Pulse, Saïan Supa Crew, Bumcello, Garbage, Yann Tiersen, Brigitte Fontaine, La Ruda Salska, Jean-Louis Murat, Kery James, Gotan Project. |
| 2003 | 22 al 27 de abril         | Massive Attack, Placebo, Dionysos, Beck, Keziah Jones, Mickey 3D, Zazie, Death in Vegas, Superbus, Capleton, Massilia Sound System, Keren Ann, Le Peuple de l'Herbe, Renaud, Emilie Simon, La Tordue, Vincent Delerm. |
| 2004 | 20 al 25 de abril         | Alain Bashung, Bénabar, Têtes Raides, Sanseverino, IAM, Jamel, Franz Ferdinand, The Rasmus, Stanley Beckford, -M-, Calexico, Dani, Incubus, Buck 65, Bebo Valdés & Diego "El Cigala", Junior Kelly, I Monster, Turbulence, Fabulous Trobadors, The Vines, Oi Va Voi, Thomas Fersen, Lhasa, Mardi Gras. BB, Auf Der Maur, Jeanne Cherhal. |
| 2005 | 19 al 24 de abril         | Amadou et Mariam, Asian Dub Foundation, The Bellrays, Bloc Party, Camille, Marianne Faithfull, Interpol, Kasabian, Keren Ann & Le Mons Orchestra, The Kills, Emir Kusturica & The no Smoking Orchestra, Bernard Lavilliers, LCD Soundsystem, Massilia Sound System, Millencolin, Mylo, Nosfell, Le Peuple de l'Herbe, Seu Jorge, Ska-P, Steel Pulse, Rufus Wainwright.                                                                                           |